# برادي موراي
برادي موراي (بالإنجليزية: Brady Murray)‏ هو لاعب هوكي الجليد أمريكي، ولد في 17 أغسطس 1984 في براندون في كندا.

## وصلات خارجية
- برادي موراي على موقع دوري الهوكي الوطني (الإنجليزية)
- برادي موراي على موقع EliteProspects.com (الإنجليزية)
- برادي موراي على موقع Eurohockey.com (الإنجليزية)
- برادي موراي على موقع HockeyDB.com (الإنجليزية)
- برادي موراي على موقع Hockey-Reference.com (الإنجليزية)